# Анђела Булатовић
Анђела Булатовић (15. јануар 1987, Титоград) је средњи бек рукометне репрезентације Црне Горе. Освојила је на ОИ у Лондону 2012, сребрну медаљу са репрезентацијом Црне Горе. У децембру 2012. са репрезентацијом Црне Горе освојила је златну медаљу на Европском првенству за рукометашице које је играно у Србији. Са рукометним клубом Будућност освојила је Лигу шампиона.